# Acaena platyacantha
Acaena platyacantha es una especie de planta del género Acaena, perteneciente a la familia Rosaceae.

## Taxonomía
Acaena platyacantha fue descrita por Speg. en 1897.

## Distribución
Se encuentra en el territorio noroeste y sur de Argentina y en el sur de Chile.